# 里约杜皮雷斯
里约杜皮雷斯是巴西巴伊亚州的一个市镇。总面积889.359平方公里，总人口11944人，人口密度13.4人/平方公里。